# Дебс, Юджин
Юджин Виктор Дебс (англ. Eugene Victor Debs; 5 ноября 1855 — 20 октября 1926) — американский социалист, политический активист, профсоюзный деятель, один из основателей организации «Индустриальные рабочие мира» и пятикратный кандидат от Социалистической партии Америки на пост президента США. Благодаря участию в президентских выборах и работе с движениями рабочих Дебс стал одним из самых известных американских социалистов.
В начале своей политической карьеры Дебс был членом Демократической партии и был избран в законодательное собрание Индианы в 1884 году. После работы с несколькими небольшими профсоюзами, он возглавил свой профсоюз во время Берлингтонской забастовки в 1888 году. Дебс сыграл важную роль в основании Американского союза железнодорожников, одного из первых в стране промышленных профсоюзов. После того, как рабочие компании «Пульман» организовали стихийную забастовку из-за сокращения заработной платы летом 1894 года, количество членов союза железнодорожников увеличилось. Под руководством Дебса члены профсоюза прекратили обслуживать поезда с пульмановскими вагонами, что вылилось в общенациональную Пульмановскую забастовку, которая затронула большую часть железнодорожных линий к западу от Детройта. Президент Гровер Кливленд использовал армию США для подавления забастовки. Дебс был осужден по федеральным обвинениям за невыполнение судебного запрета на забастовку и отсидел шесть месяцев в тюрьме.
В тюрьме Дебс читал различные труды по теории социализма и спустя полгода стал убеждённым сторонником международного социалистического движения. Он стал одним из основателей Социал-демократической партии Америки в 1898 году и Социалистической партии Америки в 1901 году. Дебс пять раз баллотировался от Социалистической партии на пост президента США: в 1900 году (набрав 0,6% голосов избирателей), в 1904 году (3%), в 1908 году (2,8%), в 1912 году (6%) и в 1920 году (3,4%), последний раз – из тюремной камеры. В 1916 году он был кандидатом в Конгресс США от своего родного штата Индиана, но проиграл.
Дебс был известен своим ораторским мастерством, а его речь, осуждающая участие США в Первой мировой войне, привела к его второму аресту в 1918 году. Он был осуждён по Закону о подстрекательстве к мятежу 1918 года и приговорён к 10 годам лишения свободы. Президент Уоррен Гардинг смягчил ему приговор в декабре 1921 года. Дебс умер в 1926 году, вскоре после того, как его поместили в санаторий из-за проблем с сердечно-сосудистой системой, развившихся во время пребывания в тюрьме.

## Биография
Родился в семье эльзасских эмигрантов Дэниеля и Маргарет Дебс. Имя получил в честь Эжена Сю и Виктора Гюго любимых писателей родителей.
Его отец Дэниель Дебс мог бы стать богатым наследником во Франции, однако, поскольку он полюбил девушку с фабрики своих родителей, он был вынужден эмигрировать в США. Все накопленные Дэниэлем Дебсом суммы были быстро потрачены, поэтому изначально он работал упаковщиком на складе, затем укладчиком шпал. Отец Юджина Дебса часто менял работу до тех пор, когда семья открыла бакалейную лавку.
В пять лет Юджин Виктор Дебс пошёл в школу. Учился он хорошо, хотя некоторое время имел плохие отметки по арифметике и грамматике. Однако хорошая память очень помогала ему в учении.
Юджин Дебс окончил 8 классов и с 14 лет начал свою трудовую деятельность вначале в качестве рабочего-железнодорожника, потом помощника кочегара и, наконец (в 1870), кочегара паровоза. Свою общественную деятельность начал в литературном Оксидентел клубе в родном городе Терре-Хот, в котором по его приглашению выступали Роберт Грин Ингерсолл и Сьюзен Энтони.
Перед началом Пульмановской стачки Дебс пытался урегулировать трудовой конфликт мирными средствами. Он предложил Джорджу Пульману вынести вопрос на третейский суд, однако владелец компании отказался. Тогда Американский союз железнодорожников начал бойкот по всей железнодорожной сети. Спальные "пульманы" отцеплялись по указанию Дебса на запасные пути.
Дебс активно работал в стачечном комитете. В его работе ему помогал Теодор Дебс, его брат. В течение трёх недель Дебс послал 9 тысяч телеграмм и посыльных с поручениями.
Когда буржуазное руководство страны, попирая элементарные конституционные свободы, решило применить войска для подавления стачки, Юджин Дебс выступил против этого решения, поскольку, по его мнению, агрессия со стороны правительства могла привести к вооружённому восстанию. В то же время пресса критиковала стачечников, называла Дебса диктатором, преследующим личную выгоду.
10 июля 1894 года Дебса арестовали, используя закон, запрещающий вмешательство в торговлю между штатами. До суда его освободили под залог. В это время он выступает на митингах, призывая рабочих вести последовательную борьбу против капиталистов. 17 июля его снова арестовывают из-за нарушения постановления суда.
Первую треть своей жизни Юджин Дебс посвятил созданию и расширению профсоюзного движения. Стремился к объединению многочисленных рабочих профсоюзов в один сильный глобальный профсоюз. Но его замыслам было не суждено сбыться. После провала «Пульмановской забастовки» — самой массовой забастовки того времени, Дебса заключают в тюрьму на шесть месяцев. На суде его защищал известный адвокат Кларенс Дэрроу, уйдя с должности корпоративного юриста на Северо-западной железной дороге, чтобы солидаризироваться с делом Юджина Дебса.
Дэрроу (а также один из лидеров американских социал-демократов Виктор Бергер) и побудил Дебса ознакомиться с социалистическим учением. Именно в тюрьме, читая труды социалистов (в частности, Эдварда Беллами, Роберта Блэтчфорда, Карла Каутского и Карла Маркса), Дебс начинает приходить к мысли, что сам по себе профсоюз, не имеющий политической поддержки, не может эффективно помочь рабочим в их борьбе за улучшение условий труда. Являясь одним из организаторов-учредителей вначале Социал-демократической, а потом Социалистической партии США, Дебс много путешествует по стране с целью проведения лекций на темы социализма.

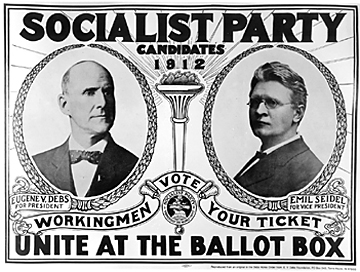
Агитация Юджина Дебса и его кандидата в вице-президенты Эмиля Зайделя

В 1904, 1908, 1912 и 1920 годы Юджин Дебс выдвигается кандидатом от Социалистической партии Америки для участия в избирательной кампании на пост президента США.
В 1904 году за кандидата Дебса проголосовало всего около 20 тысяч избирателей.
В 1908 году Дебс получил уже около 500 тысяч голосов. Лучший результат партия показала на президентских выборах 1912 года, когда за Дебса был отдан 901 551 голос, или 6 % голосов избирателей (один из лучших показателей для кандидата от «третьей партии» за всю историю американских выборов). В 1920 году Дебс был выдвинут снова, в этот раз находясь в заключении по обвинению в нарушении закона о шпионаже, и собрал 913 664 голоса (3,4 %) — больше, чем это когда-либо удавалось кандидату от Социалистической партии. В ходе кампании он не мог выступать публично и распространял свои идеи посредством публикаций, которые он писал в тюрьме и передавал своим соратникам на свободу.
После 1921 года Дебс отходит от активной политики и сосредотачивается на агитационной деятельности в пользу социализма. Вплоть до своей смерти, Дебс путешествует по Америке, устраивая лекции при поддержке своего брата Теодора Дебса.
В течение своей жизни, Дебс часто нуждался в деньгах, для себя, организаций, основателем которых являлся, а также для поддержки партийных газет и журналов, редактором которых был он или его брат. На покрытие этих и других расходов у Дебса часто уходили все его сбережения. В пору кризиса для покрытия долгов профсоюзных организаций Дебсу приходилось брать кредит на своё имя.
«Революционер, но без ясной теории, не марксист» — охарактеризовал Дебса В. И. Ленин.
В 1962 году был основан Фонд Дебса; лауреатами его премий были историки Артур Шлезингер (1974) и Говард Зинн (1998), писатель Курт Воннегут и общественный деятель Джесси Джексон (1978).

## Высказывания Дебса
- «Пока существует низший класс — я к нему отношусь, пока есть преступники — я один из них, пока хоть одна душа томится в тюрьме — я не свободен».
- 21 апреля 1918 года — в газете «New York Call» Дебс опубликовал статью «Душа русской революции», в которой прославляет рабочих и крестьян, большевиков, свершивших революцию в России. «…Какова бы ни была судьба революции, — пишет Дебс, — её пылающая душа бессмертна, она затопит весь мир светом, свободой и любовью».
- 4 сентября 1920 года — В своем послании в газету «Нью-дей» в связи с президентской избирательной кампанией, Дебс пишет: «Не может быть никаких изменений, пока несколько человек владеют нашей страной, её производством, её ресурсами, пока они контролируют её богатство, а следовательно, и политику».

## Хроника жизни Ю. Дебса

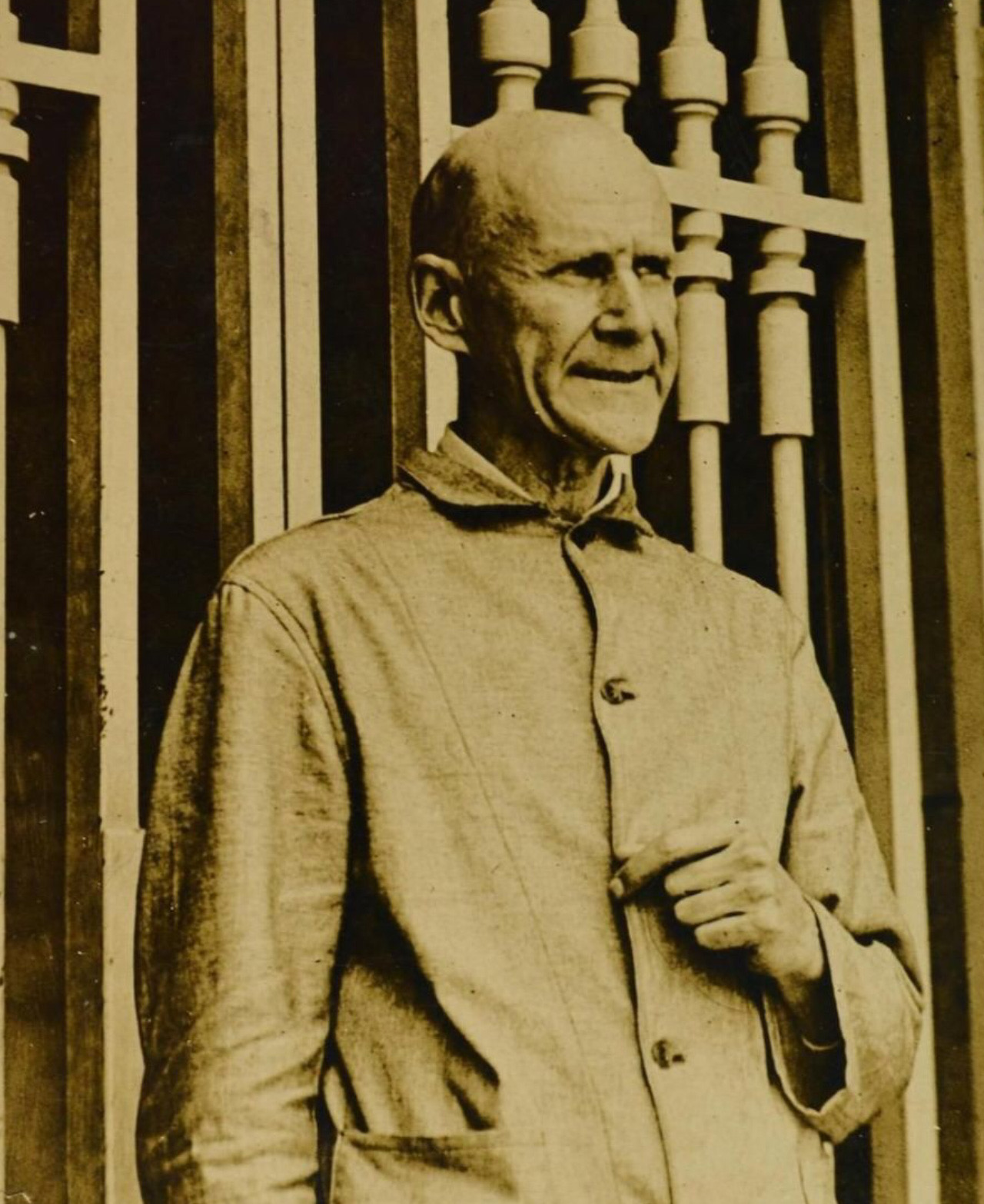
Виктор Юджин Дебс

### 1855—1894 годы
- 5 ноября 1855 года в Терре-Хоте (Индиана), родился Юджин Виктор Дебс.
- 1875 год — Становится одним из основателей и секретарей Братства паровозных кочегаров.
- Конец 1875 года — Избирается президентом литературного Оксидентал-клуба в Терре-Хотн.
- 1878 год — Становится помощником редактора журнала Национального братства паровозных кочегаров.
- 1879 год — Впервые избран на должность секретаря муниципалитета Терре-Хотп по избирательному списку от демократов.
- 1880 год — Назначается ответственным секретарем союза Национального братства паровозных кочегаров и становится редактором журнала этого профсоюза.
- 1884 год — Избирается членом законодательного собрания (Ассамблеи) штата Индиана как представитель демократов от Терре-Хота.
- 1885 год — в знак протеста покидает Ассамблею, поскольку, по его мнению, она не служит интересам трудящихся.
- 1892 год — съезд профсоюза Братства паровозных кочегаров переизбирает Дебса на должность редактора журнала официального органа профсоюза.
- 1893 год, июнь — Дебс организует в Чикаго первый Американский союз железнодорожников.
- 1893 год, август — Американский союз железнодорожников проводит успешную забастовку на Большой Северной железной дороге. Забастовка длится 18 дней. Владельцы железной дороги удовлетворяют все требования бастующих рабочих.
- 1894 год, май — Дебс возглавил грандиозную забастовку железнодорожников, которая охватила 23 железнодорожные линии страны (Пульмановская стачка). По приказу президента США  Кливленда забастовка была подавлена федеральными войсками.
- 1894 год, 23 июля — Дебс и другие лидеры Американского союза железнодорожников были арестованы, а затем, в мае 1895 года, осуждены (Дебс на шесть, остальные на три) и заключены в тюрьму строгого режима в  Вудстоке.

### 1895—1918 годы

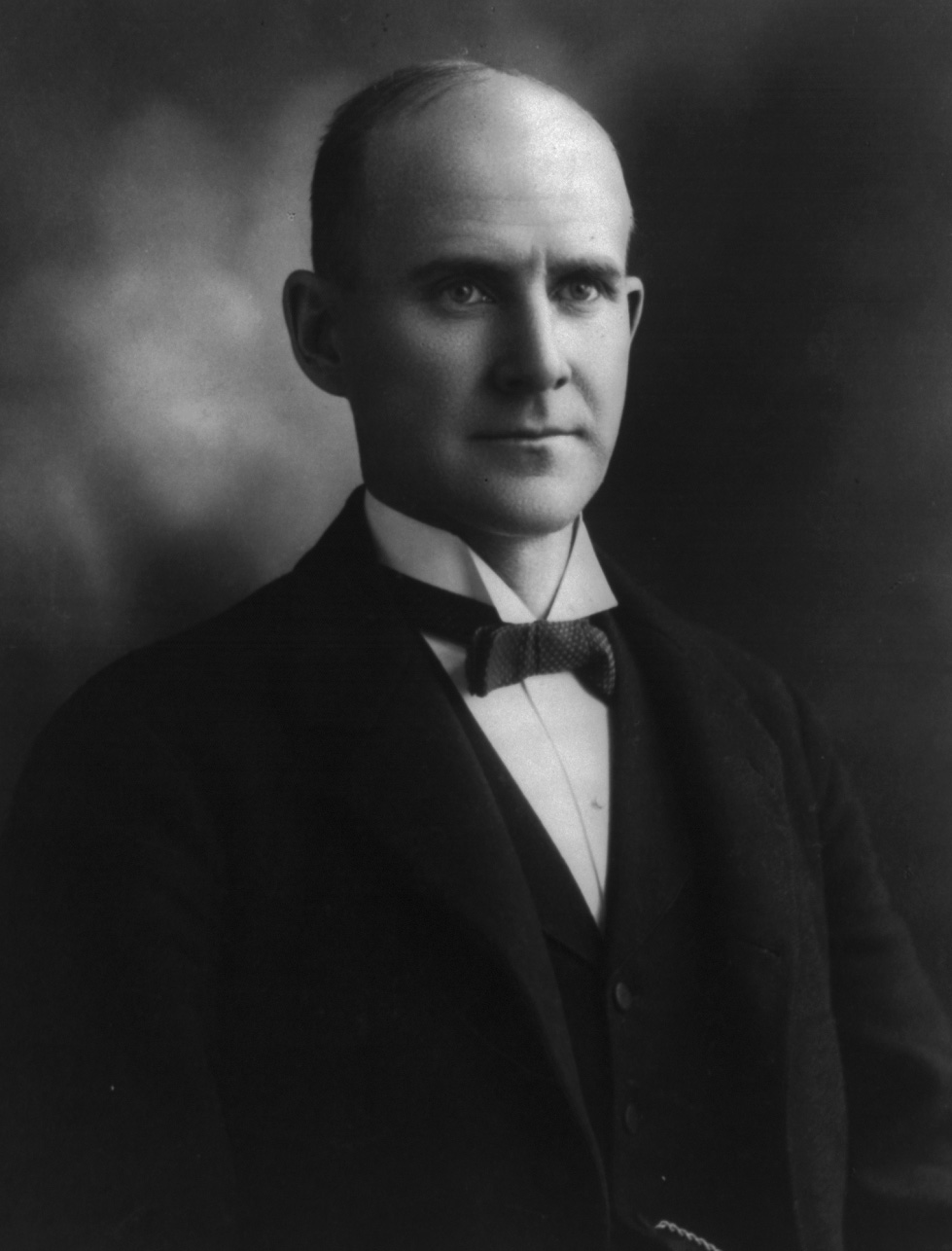
Юджин Дебс в 1897 году

- 1895 год, 22 ноября — Дебс и его товарищи по руководству профсоюзом и забастовкой на Пульмановской железной дороге вышли на свободу.
- 1898 год — Дебс принимает активное участие в образовании Социал-демократической партии Америки.
- 1900 год — Социал-демократическая партия выдвигает Дебса на пост президента США.
- 1901 год — Дебс и коллеги основывают Социалистическую партию Америки.
- 1904 год — Дебс первый раз выдвигается кандидатом на пост президента США от Социалистической партии Америки .
- 1905 год — принимает активное участие в образовании профсоюзной организации США «Индустриальные рабочие мира» (ИРМ).
- 1906 год — ведет активную кампанию в печати в защиту лидеров Западной федерации шахтеров Мойера и Хейву-да, ложно обвиненных в убийстве.
- 1907—1912 годы — Дебс работает помощником редактора газеты «Эппил ту ризон» в Джирарде, штат Канзас.
- В 1908 и 1912 годы — снова выдвигается кандидатом на пост президента США от Социалистической партии Америки.
- 1913 год — активное участие в кампании против интервенции американских войск в Мексике.
- 1914 год — Дебс резко осуждает вооруженное подавление забастовки шахтеров в Лудлоу, штат Колорадо; призывает рабочих к сопротивлению.
- 1914—1916 годы — Ю. Дебс совершает турне по стране, выступает против войны в Европе, за установление мира между народами, против подготовки США к вступлению в Первую мировую войну. Публикует много сильных антивоенных статей.
- 1917 год — ведет активную антивоенную кампанию, выступает против вступления США в эту войну.
- 1917 год, ноябрь — Дебс горячо приветствует победу революции в России. В этой победе он видел приближение окончания войны, усиление социалистического движения в США.
- 1918 год, 21 апреля — в газете «Нью-Йорк колл» Ю. Дебс опубликовал статью «Душа русской революции».
- 1918 год, 16 июня — Ю. Дебс произносит свою знаменитую антивоенную речь в Кантоне, штат Огайо, на съезде социалистов.

Вскоре последовал арест, а позже за эту и другие речи, за выступления, осуждающие американскую капиталистическую систему, за приветствия российским большевикам Федеральный суд в Кливленде, штат Огайо, осудил Ю. Дебса на 10 лет строгого тюремного заключения.

### 1919—1926 годы

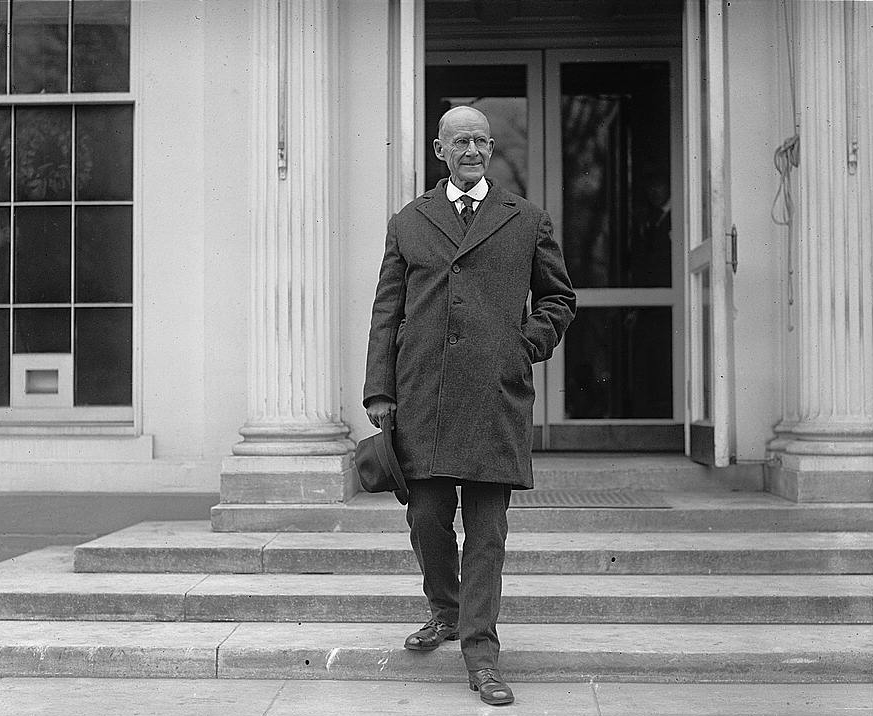
Юджин Дебс покидает Белый дом вскоре после своего освобождения из тюрьмы, 1921 год

- 1919—1920 годы — Находясь в заключении в федеральной каторжной тюрьме Атланта, штат Джорджия, выступает со статьями и корреспонденциями, осуждающими пальмеровские полицейские рейды, расправы с инакомыслящими.
- 1920 год, май — Дебса посещают в тюрьме официальные представители Социалистической партии Америки и просят согласия на выдвижение его кандидатуры (от Социалистической партии США) для участия в выборах на пост президента США.
- 1920 год, 2 октября — Дебс публикует в газете «Нью-дей» статью «Бомба на Уолл-стрите», в которой осуждает американскую капиталистическую систему как систему эксплуатации человека человеком, как систему войн и бесправия.
- 1920 год, 4 декабря — в статье «До и после», опубликованной в газете «Нью-дей», Ю. Дебс объясняет классовую суть двухпартийной буржуазной системы: республиканская и демократическая партии — это партии капиталистического класса, финансируемые и контролируемые капиталистами ради своих выгод.
- 1921 год, 26 декабря — президент Уоррен Гардинг принимает решение о досрочном освобождении Дебса из тюрьмы, но он был лишён американского гражданства. Состоялась встреча Дебса с Гардингом в Белом доме.
- 1921 год, 28 декабря — прибытие домой в Терре-Хот, где Дебса его приветствовали тысячи горожан, рабочих. После тюрьмы здоровье Дебса было подорвано.
- 1922 год, март — Дебс заключает договор с «Белл Синдикатом» на написание двенадцати статей о пребывании в Атлантской каторжной тюрьме. Свой договор он выполнил. Однако «Белл Синдикат» свои обязательства выполнил не полностью. Он опубликовал целиком девять статей. Только после смерти все статьи были опубликованы полностью.
- 1922 год, 24 марта — выступление в печати с призывом к американским рабочим «отдать последний доллар», поддержать Советскую Россию, в которой из-за страшной засухи ряд районов был охвачен голодом.
- 1922 год, 19 мая — повторное обращение к американцам с призывом усилить помощь голодающим в Советской России.
- 1922 год, октябрь — статья Дебса в печати, о том, что он вполне здоров и полон решимости служить, как и раньше, делу рабочего класса.
- 1922 год, декабрь — Дебс пишет статью «Закаленные в боях освободители России», опубликованную в журнале «Либерей-тор». В ней, в частности, говорится: «Русская революция… будет вписана в скрижали человечества как самое яркое и далеко идущее событие».
- 1923 год — Участие в рабочем, профсоюзном и социалистическом движении, поездки по стране, выступления с лекциями, призывы рабочих к объединению в профсоюзы на производственной основе.
- Конец 1923 — начало 1924 года — несмотря на ухудшение состояния здоровья, Дебс не прекращает своей общественной деятельности.
- 22 января 1924 года Дебс откликается на весть о кончине В. И. Ленина, такими словами: «Я считаю Ленина величайшим мыслителем… В памяти грядущих поколений он останется как государственный человек, как светлая героическая личность, как борец за права и свободы трудящегося народа».
- 1926 год, 20 октября — смерть Дебса и его похороны в Терре-Хоте.

## Интересные факты

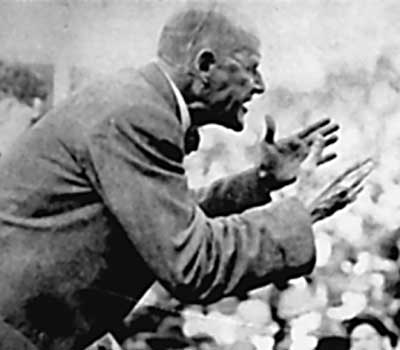
Виктор Юджин Дебс произносит антивоенную речь в Чикаго (1918 год)

- В мае 1920 года, Дебса, находящегося в тюрьме, посещают представители Социалистической партии Америки и получают его согласие на выдвижение его кандидатуры (от Социалистической партии Америки) для участия в выборах на пост президента США. Впервые в истории США человек, находившийся в тюрьме, участвовал в президентских выборах как кандидат.
- Известный писатель Курт Воннегут причислял себя к последователям Юджина Дебса (Дебс умер, когда Воннегуту было четыре года).

## В литературе
- Ирвинг Стоун «Неистовый странник» (в другом переводе «Соперник в доме») — Художественная биография Юджина Дебса.
- Джон Дос Пассос «42-я параллель» — главка «Друг человечества» о Юджине Дебсе.
- Курт Воннегут «Фокус-покус» — главный герой назван в честь Юджина Дебса.
- Джек Лондон «Мечта Дебса» (1909) — рассказ об Америке будущего, описывается всеобщая забастовка рабочих через 30 лет после возникновения этой идеи у Дебса.